# Tails (operační systém)
Tails (The Amnestic Incognito Live System) je live operační systém založený na linuxové distribuci Debian. Zaměřuje se na bezpečnost, soukromí a anonymitu. Všechna připojení jsou realizována přes síť Tor a neanonymní připojení jsou blokována. Systém je navržený pro live DVD nebo live USB bootování, a tudíž nezanechá žádné digitální stopy na hostitelském zařízení.
Finanční podporu pro vývoj Tails poskytuje Tor project, Debian Project, Mozilla a Freedom of the Press Foundation.

## Historie
Operační systém Tails byl zveřejněn 23. června 2009.
Laura Poitras, Glenn Greenwald a Barton Gellman řekli, že Tails byl velmi důležitý nástroj, který používali při spolupráci s whistleblowerem Edwardem Snowdenem v otázce NSA.
Dne 3. června 2014 německá veřejnoprávní televize Das Erste informovala, že nástroj pro sledování lidí XKeyScore, vyvinutý NSA, obsahuje definice, které hledají lidi, kteří hledají Tails ve vyhledávači nebo navštěvují oficiální stránky. V kódu XKeyScore je Tails nazván jako „bezpečný komunikační mechanismus obhajovaný extrémisty na extremistických fórech“.
Dne 28. prosince 2014 publikoval Der Spiegel  článek o prezentaci NSA z června 2012, kde považuje Tails za velkou hrozbu pro své poslání a při použití ve spojení s jinými nástroji pro ochranu soukromí, jako jsou OTR, Cspace, RedPhone a TrueCrypt byl zařazen mezi „Katastrofální“.
Od verze 3.0 vyžaduje Tails procesory s 64bitovou architekturou.

## Software
- uživatelské prostředí GNOME

### Síťování
- Tor; izolace datových toků; podpora regulérních, obfs2, obfs3, obfs4 a ScrambleSuit mostů
- NetworkManager pro rychlou konfiguraci sítě
- Tor Browser - webový prohlížeč, založený na Firefoxu, modifikovaný pro ochranu anonymity s pluginy Torbutton (anonymita a protekce proti JavaScriptu), HTTPS Everywhere (pro šifrované SSL), NoScript, AdBlock Plus
- Pidgin – end-to-end komunikační nástroj nastavený, aby neukládal zprávy
- Icedove (Thunderbird) – emailový klient s pluginem Enigmail pro podporu OpenPGP
- Liferea – RSS (zprávy)
- Gobby [pozn. 1]
- Aircrack-ng
- Elektrum
- I2P

### Šifrování a soukromí
- LUKS a GNOME Disk k instalaci a použití šifrovaného úložiště na USB

- GnuPG – implementace GNU pro OpenPGP na emaily a šifrování a podepisování dat
- Monkeysign – OpenPGP nástroj pro podpis a výměnu klíčů [pozn. 1]
- pwgen – generátor silných hesel [pozn. 1]
- Virtuální klávesnice Florence, jako ochrana proti keyloggerům
- MAT – anonymizace metadat v souborech
- KeePassXC – heslovníček
- GtkHash
- Keyringer – příkazový řádek k šifrování souborů sdílených přes Git [pozn. 1]
- Paperkey – příkazový řádek k zapsání šifrovacích klíčů na papír [pozn. 1]